# カッサンドロス
カッサンドロス（希：Κάσσανδρος、ラテン文字表記：Kassandros、紀元前350年 - 紀元前297年、在位：紀元前305年 - 紀元前297年）は、アンティパトロス朝初代のマケドニア王である。

## アレクサンドロスの死まで
カッサンドロスはマケドニア王国の重臣アンティパトロスの子である。カッサンドロスが最初に記録に登場するのは紀元前323年、バビロンにてである。
同年、アレクサンドロス3世は高熱を発し急死した。その死因は現在も諸説あるものの（マラリア説などが一般的）、暗殺を疑う後世の多くの史家は、カッサンドロスをアレクサンドロス暗殺犯の有力候補の一人ではないかと目した。その動機はアレクサンドロスによるアンティパトロスの摂政解任の決定（しかしアレクサンドロスの急死によって果たされなかった）であり、それがカッサンドロスをして王に毒を盛らしめたというのである。例えば、ユスティヌスははっきりとアンティパトロスの指示でカッサンドロスは王を毒殺したと述べている。このように言われるほど、カッサンドロスは他のディアドコイに見られないほどアレクサンドロスへの憎しみを抱いていたようであり、後にアレクサンドロスの遺族をほぼ根絶やしにして王位を奪った（アレクサンドロスの異母兄ピリッポス3世、アレクサンドロスの子であるヘラクレス〈庶子〉とアレクサンドロス4世〈嫡子〉は殺害されている）。

## ディアドコイ戦争
紀元前323年、アレクサンドロス3世の死後まもなく開かれたバビロン会議で、カッサンドロスはカリア太守および近衛長官に任じられたが、紀元前321年のトリパラディソスの軍会ではカリア太守および千人隊長（宰相レベルの官職）となった。
紀元前319年、帝国摂政の地位にあった父アンティパトロスが死去した。彼は死の間際に自身の地位を老将ポリュペルコンに譲り、カッサンドロスは千人隊長に留任した。しかし、自らが摂政位に就くことを望んでいたカッサンドロスは、この決定に不満を持ち、プトレマイオスに同盟を呼びかけるための密使を送り、狩りの振りをして出発してヘレスポントスを渡り、アンティゴノスとも同盟を結んでポリュペルコンに対抗した。
その後、カッサンドロスはポリュペルコンの艦隊を壊滅させ、アテナイをデメトリオスの支配下に置かせた。紀元前318年にトラキアにいたポリュペルコン派の将軍クレイトスに対して部下のニカノルを送ってクレイトスを敗死させ、紀元前317年に自身の摂政位を宣言した。
その後、カッサンドロスはギリシアに遠征していたようであり、テゲア包囲中の紀元前317年、彼は大王の母オリュンピアスが生国のエペイロスからマケドニアへと帰国し、ピリッポス3世とその妃エウリュディケ2世――彼女はカッサンドロスと手を組もうとしていた――を殺害したという知らせを受けた。カッサンドロスはテゲア人と手を打った後、マケドニアへと戻った。マケドニアに戻った彼はオリュンピアスの篭るピュドナを包囲した。包囲中、彼はオリュンピアス救出に来たエペイロス王アイアキデスを破った。これを受けてエペイロス人はアイアキデスを見放してカッサンドロスの側につき、さらに頼りのポリュペルコンの兵士はカッサンドロスによって買収されたため、オリュンピアスは孤立無援となった。
その年の冬、カッサンドロスはピュドナを完全に封鎖した。そのため、ピュドナの市内は「非ギリシア人の一部は彼らの自然的欲求が良心に打ち勝ったために、死体を集めて食べられる肉を探した。その市はすぐに死体で満たされ、女王の友人たちの家来たちは死体の一部を埋葬し、他を市の城壁へと投げた。その光景は悲惨で、女王の宮廷にいて贅沢にふけっていた婦人のみならず、苦難に慣れていた兵士にもその悪臭は耐え切れないほどであった。」と言われるほどの惨状を呈した。オリュンピアスはピュドナ脱出を試みたが、彼女の船はカッサンドロスに捕まり、彼女は殺された。同時に、カッサンドロスはアレクサンドロスの遺児アレクサンドロス4世とその母ロクサネをアンフィポリスに軟禁し、アレクサンドロス大王の異母妹テッサロニカと結婚することによってアルゲアス朝と結びついて王位継承権を得た。
紀元前316年、カッサンドロスはギリシアのポリュペルコン・アレクサンドロス父子を倒すべく軍を率いてギリシアに入った。この時、カッサンドロスはアレクサンドロス大王によりかつて破壊されたテバイを再建した。その後、カッサンドロスはペロポネソス半島へと向ったが、コリントス地峡をアレクサンドロスが守っていたため、メガラへと転進した後、水路でペロポネソスに入った。そして、カッサンドロスはアレクサンドロスとの同盟を破棄させてイトメ以外のメッセニア地方、そしてアルゴスを味方につけた上でアレクサンドロスに戦いを挑んだが、乗ってこなかったため、ゲラネイアにモリュコス指揮下の2000人の兵士を残してマケドニアに帰った。
同年、セレウコスの呼びかけでカッサンドロス・リュシマコス・プトレマイオス、そしてセレウコスから成る対アンティゴノス同盟が結ばれた。この頃、ディアドコイ戦争においてアンティゴノスが一際、台頭するようになり、他のディアドコイとの対立を深めていたためである。彼らはアンティゴノスを各方面から攻撃し、カッサンドロスはアスクレピオドロスを小アジアに送り、アスクレピオドロスはアミソスを包囲した。一方、カッサンドロス自身はペロポネソスへと遠征して各地を占領してマケドニアへと帰った。しかし、アンティゴノスによってペロポネソスへと送られてきたアリストデモスが、アレクサンドロスと組んでカッサンドロスの占領地を奪おうとした。これに対してカッサンドロスは、ペロポネソスの将軍の地位を与えることによってアレクサンドロスを買収し、アレクサンドロスにアリストデモスを見捨てさせ、自身との同盟を結ばせた。
翌紀元前314年、カッサンドロスはアイトリア・アカルナニア・イリュリア方面へと遠征し、十分な成果を得た後、将軍リュキスコスを残して帰国した。そして、アンティゴノスをアジアに縛り付けておき、ヨーロッパ侵攻を防ぐためにアサンドロスがアンティゴノスに抵抗していたカリアに軍を送った。しかし、アイトリア人が反撃を開始したため、紀元前313年にカッサンドロスは将軍ピリッポスを送った。ピリッポスはカッサンドロスにたてついたアイアキデス、アイトリア軍を立て続けに破った。一方カッサンドロス自身はギリシアのオレオスを包囲していたが、そこへメディオスとテレスフォロス（ともにアンティゴノスの提督）の艦隊が襲撃を仕掛けてきた。4隻の船を焼かれたが、カッサンドロスは反撃に出て敵船1隻を沈めて3隻を拿捕した。
カッサンドロスは紀元前310年にロクサネとアレクサンドロス4世を処刑した。その翌年、ペロポネソスに逃れていたポリュペルコンに賄賂を送り、彼がカッサンドロスに対抗する切り札として擁していたアレクサンドロスの庶子ヘラクレスを殺させた。これによりマケドニアの王位継承権を持つのは王女テッサロニカを妻に持つカッサンドロスのみとなり、紀元前305年に彼は王位を主張した。これは前年にアンティゴノスが王位を宣言したことに対抗する意味合いもあった。
アンティゴノスからの攻勢に直面したカッサンドロスはこれに対抗するため、プトレマイオス、リュシマコス、セレウコスらと対アンティゴノス同盟を結成した。紀元前301年にアンティゴノスはリュシマコス・セレウコスの連合軍と戦って敗死し（イプソスの戦い）、カッサンドロスは名実ともにマケドニアの支配者となった。その後、カッサンドロスは紀元前297年に浮腫で死んだ。

## 死後
カッサンドロスの王朝は長続きはしなかった。彼が後継者としたピリッポス4世は即位後1年と経たないうちに死去し、その弟であるアレクサンドロス5世とアンティパトロス2世の2人が共同で王位に就いたが、彼らは互いに王位を独占しようと争った。イプソスで敗れて捲土重来を目論んでいたアンティゴノスの息子デメトリオスが、その争いに介入した。彼はまずアレクサンドロスに肩入れしてアンティパトロスを放逐（後にリュシマコスによって殺害された）。続いて、カッサンドロスが大王の遺族へ悪行を働いたと大義名分を唱え、アレクサンドロスを殺害。自らがマケドニア王位に就いた。この後継者争いの混乱の中でカッサンドロスの妻テッサロニカもアンティパトロスに暗殺された。

## エピソード
カッサンドロスはアレクサンドロスを激しく憎んではいたが、アレクサンドロスの妹である妻テッサロニカとの間には（後年骨肉の争いをくり広げたものの）すでに挙げた3子を儲けており、都市テルマを妻の名前からとってテッサロニカと改名した。また、自らもポティダイアの廃墟にカッサンドレイアを建設した。
東征時、当地の人々がアレクサンドロスの許にやってきた時跪拝礼をやっているのを見て、ギリシア風に育っていたカッサンドロスは腹を抱え笑った。しかし、これに怒ったアレクサンドロスはカッサンドロスの髪をつかんでその頭を壁に打ち付けた。アレクサンドロスへの強い恐怖が染み付いたカッサンドロスは、アレクサンドロスの像の前を通る時はいつも体が震え、目眩を覚えたという。

## 註
1. 1 2  プルタルコス, 「アレクサンドロス」, 74
2. ↑  ユスティヌス, XII. 14
3. ↑  ibid, XIII. 4
4. ↑  フォティオス, cod. 92
5. ↑  ディオドロス, XVIII. 39
6. ↑  ibid, XVIII. 48
7. ↑  ibid, XVIII. 49, 54
8. ↑  ibid, XIX. 11
9. ↑  ibid, XIX. 35
10. ↑  ユスティヌス, XIV, 5
11. ↑  ディオドロス, XIX. 36
12. ↑  ibid, XIX. 49
13. ↑  ibid, XIX. 50, 51
14. 1 2  ユスティヌス, XIV, 6
15. 1 2  ディオドロス, XIX. 52
16. ↑  ディオドロス, XIX. 53, 54
17. ↑  ibid, XIX. 57
18. ↑  ユスティヌス, XV. 1
19. ↑  ディオドロス, XIX. 60
20. ↑  ibid, XIX. 63
21. ↑  ibid, XIX. 64
22. ↑  ibid, XIX. 67, 68
23. ↑  ibid, XIX. 74
24. ↑  ibid, XIX. 78
25. ↑  ユスティヌス, XV, 2
26. ↑  ユスティヌス, XV, 1
27. ↑  ユスティヌス, XVI, 1-2